# Miracle Worker
Miracle Worker è un brano musicale del supergruppo dei SuperHeavy, estratto come primo singolo dal loro primo album SuperHeavy. Si tratta di un brano musicale di genere reggae/rock, interpretato da Damian Marley, Joss Stone e Mick Jagger. Il singolo è stato pubblicato il 7 luglio 2011 come download digitale nel Regno Unito. Il brano non ha superato la posizione numero 136 della Official Singles Chart, ma è stato un notevole successo in Giappone dove ha raggiunto la nona posizione.
Il video musicale prodotto per Miracle Worker è stato diretto da Stewart e girato presso i Paramount Studios a Los Angeles.

## Tracce
Promo - CD-Single A&M - (UMG)
1. Miracle Worker (Chris Lord-Alge Radio Mix) - 4:07
2. Miracle Worker (Damian "Jr Gong" Marley Main Mix - Radio Edit) - 4:07

## Classifiche
| Classifica (2011) | Posizione più alta |
| ----------------- | ------------------ |
| Belgio (Fiandre)  | 28                 |
| Belgio (Vallonia) | 35                 |
| Austria           | 37                 |
| Francia           | 86                 |
| Paesi Bassi       | 25                 |
| Giappone          | 9                  |
| Svizzera          | 63                 |
| Regno Unito       | 136                |